# Velké dobrodružství prasátka Wilbura - Šarlotina pavučinka 2
Velké dobrodružství prasátka Wilbura - Šarlotina pavučinka 2 (v originále Charlotte's Web 2: Wilbur's Great Adventure) je americký rodinný animovaný film z roku 2003 režisérů Mario Piluso.
Jde o volné pokračování snímku Šarlotina pavučinka z roku 1973, jenž vznikl podle novely spisovatele E. B. White.
Hlasy postaviček v originále namluvili herci jako Julia Duffy (Charlotte), Amanda Bynes (Nelie), Rob Paulsen (Farley) a Charles Adler (Templeton).